# Wojewódzki Specjalistyczny Szpital im. Mikołaja Pirogowa w Łodzi
Wojewódzki Specjalistyczny Szpital im. Mikołaja Pirogowa, także potocznie Szpital Pirogowa (dawn. Szpital im. św. Jana) – szpital wybudowany w 1927 r. przy ul. Wólczańskiej 191/195 w Łodzi. Patronem szpitala jest rosyjski lekarz oraz pionier chirurgii – Mikołaj Pirogow.
Inwestycję zrealizowało Ewangelickie Towarzystwo Filantropijne, a budynek oddano do użytku w 1930 r. Wówczas rocznie przyjmowano ok. 740 osób. W szpitalu pracowały do 1957 r. siostry służebniczki NMP. Od momentu powstania w budynku funkcjonował oddział internistyczny oraz oddział chirurgii, a także blok operacyjny. W 1946 r. utworzono oddział urologii. W 1956 r. wybudowano pawilon A. Wtedy też zmieniono nazwę szpitala na Szpital im. M. Pirogowa, rok później utworzono oddział laryngologiczny, a w 1959 r. – urologiczny. Od 1996 r. w szpitalu działa Wojewódzki Zespół ds. Transplantacji Nerek. 
W 2009 wydano decyzję o przyłączeniu do niego Szpitala im. Madurowicza.
W latach 2018–2019 szpital rozbudowano o 3-kondygnacyjne skrzydło o powierzchni 2000 m², w którym mieszczą się sale operacyjne, oddział intensywnej terapii oraz centralna sterylizatornia. Koszt jego budowy wyniósł 46 mln zł.
W szpitalu przez ponad 40 lat pracował Marek Edelman.